# Ligne 10 du métro de Pékin
La ligne 10 est l'une des 25 lignes du réseau métropolitain de Pékin, en Chine.

## Tracé et stations
La ligne est constituée d'une boucle de 57,1 km, comprenant 45 stations. Entièrement souterraine, elle circule en grande partie sous le troisième périphérique de la ville. La boucle intérieure circule dans le sens des aiguilles d'une montre et la boucle extérieure dans le sens inverse. Elle est en correspondance avec les lignes 1, 4, 5, 6, 7, 8, 9, 13, 14, 17, 19, Capital Airport Express, Daxing Airport Express, ainsi qu'avec les lignes suburbaines Fangshan, Xijiao et Yizhuang.

## Histoire
La première section entre Bagou, au nord-ouest, et Jinsong, au sud-est, est mise en service le 19 juillet 2008, peu avant l'ouverture des Jeux olympiques. La boucle est entièrement ouverte à la circulation le 5 mai 2013.